# Марк дю Понтавік
Марк дю Понтавік (фр. Marc du Pontavice; нар. 10 січня 1963) — французький аніматор, продюсер Оггі та кукарачі («Oggy et les Cafards»),  Чарівник, Космічні гуфи, Каєна: Пророцтво, Містер Малятко, Лес Дальтон, Рац та Зіг і Шарко. Він був виконавчим продюсером від «Gaumont», який базується у Франції. Після виходу з компанії він разом із Аліксом дю Понтавіком заснував Xilam.

## Список випущених телевізійних програм
- Highlander: The Series (виконавчий директор, який відповідає за виробництво разом з Денисом Леруа)
- Чарівник
- Космічні гуфи
- Оггі та кукарачі (успішно)
- Картуш: Принц вулиць
- Нові пригоди щасливого Луки
- Рац
- Тупу
- Школа Шурікен (у співавторстві з Хосе Марією Кастільєхо)
- Вид магії
- Зіг і Шарко
- Губерт і Такако
- FloopaLoo, де ти?
- Далтони
- Прокат з Ронками!
- Пане Магу